# Christian Dalger
Christian Dalger, né le 18 décembre 1949 à Nîmes et mort le 1er juillet 2023 à Martigues, est un footballeur puis entraîneur français. Il joue au poste d'attaquant droit du milieu des années 1960 au début des années 1980.
Formé au SC Toulon, il évolue ensuite à l'AS Monaco avec laquelle il remporte le championnat de France en 1978 et la coupe de France en 1980. Il retourne ensuite dans son club formateur où il termine sa carrière.
Il compte six sélections pour deux buts marqués en équipe de France et participe avec les « Bleus » à la Coupe du monde de football de 1978.
Reconverti entraîneur, il dirige le SC Toulon en division 1, le FC Grenoble qu'il fait remonter en division 2 et l'ES Vitrolles qui passe sous ses ordres de la promotion d'honneur de la ligue de Méditerranée au Championnat de France de National. Il entraîne également le FC Martigues et l'Équipe nationale du Mali.

## Biographie

### Joueur
Christian Dalger commence le football au sein du Club Sportif des cheminots de Nîmes en 1961. Il rejoint l'année suivante le SC Toulon où il poursuit sa formation. Il fait ses débuts en équipe première, évoluant en division 2 sous les ordres d'Hervé Mirouze, lors de la saison 1966-1967. Il dispute également avec les espoirs toulonnais le premier tournoi de Toulon. le SC Toulon termine quatrième de cette compétition remportée par le RSC Anderlecht et Christian Dalger est élu le joueur le plus élégant du tournoi.
Sélectionné en équipe de France juniors par Georges Boulogne, il dispute avec ses coéquipiers, notamment Serge Chiesa, Patrick Parizon et Daniel Leclercq, le championnat d'Europe juniors en 1968. Les Français atteignent la finale du tournoi qui se dispute en France mais s’inclinent en finale, à Cannes, face à la Tchécoslovaquie sur le score de deux à un. Il devient titulaire au sein de l’attaque toulonnaise dès la saison suivante et en 1970-1971, il termine meilleur buteur du club avec douze buts inscrits.
En novembre 1971, il est transféré à l'AS Monaco où il retrouve son entraîneur du Sporting, Jean Luciano. Joueur très technique pouvant évoluer à l'aile droite de l’attaque ou au milieu de terrain, il s'impose dès son arrivée en équipe première et, le 9 avril 1972, il est appelé par le sélectionneur des Bleus, Georges Boulogne, en équipe de France B. Les Français s'inclinent deux à un face à la Tunisie. Le club est relégué en division 2 en fin de saison mais arrive à remonter l'année d'après en battant en barrage d'accession l'US Boulogne sur le score de dix à trois sur les deux matchs. Christian Dalger inscrit seize buts en championnat et termine second meilleur buteur du club derrière l’avant-centre Carlos Ruiter.
En 1973, l'AS Monaco recrute l'Argentin Delio Onnis, et les deux joueurs forment alors une des meilleures attaques du championnat. Christian Dalger est appelé par le sélectionneur de l'équipe de France, Ștefan Kovács, dans le groupe le 21 novembre 1973. Il n'entre cependant pas en jeu dans ce match opposant les « Bleus » au Danemark remporté trois à zéro. Il fait ses débuts en tricolore tout d'abord dans un match non officiel disputé le 19 mars 1974 face au RSC Anderlecht. Il entre en jeu à la mi-temps en remplacement de Patrick Revelli dans un match que le club belge emporte deux à zéro. Quatre jours après, il fait ses vrais débuts avec les tricolores face à la Roumanie. Titulaire au coup d'envoi du match remporté un à zéro, il laisse sa place à la 57e minute à Patrick Revelli. En championnat, le club lutte toute la saison pour éviter la descente malgré les vingt-six buts de Delio Onnis. En coupe de France, l'ASM atteint la finale de la compétition où ils retrouvent les vainqueurs du championnat, l'AS Saint-Étienne. Les Monégasques s'inclinent deux buts à un face aux « Verts » qui réalise ainsi le doublé.
Après trois saisons en division 1, l'AS Monaco retourne en division 2. Sous l'impulsion de son nouvel entraîneur, Lucien Leduc, les Monégasques remontent immédiatement en première division. Le club se renforce en défense et s'appuie sur son attaque Onnis-Dalger, quarante-sept buts marqués, pour remporter dès son accession le championnat de France avec la meilleure attaque,. Auteur d'une très belle saison, Christian Dalger retrouve l'équipe de France, dirigée par Michel Hidalgo, le 24 août 1977, dans un match non officiel face au Hambourg SV remporté quatre à deux. Il remplace Éric Pécout à la 57e minute de cette première rencontre de la saison des Bleus. Il est ensuite titulaire face à l'URSS en octobre 1977 puis fait partie du groupe France, qui dispute un match décisif pour la qualification à la Coupe du monde 1978, contre la Bulgarie en novembre. Entré à la 70e minute de la rencontre à la place de Dominique Rocheteau alors que le score est de deux à zéro, il inscrit le troisième but de la victoire, trois à un, à la 89e minute en reprenant des dix mètres au premier poteau un centre de Bernard Lacombe. Il est sélectionné pour participer à la coupe du monde 1978 et, en match amical de préparation face à la Tunisie, il fait une passe décisive pour Michel Platini puis marque son second but en Bleu. En Argentine, il est titulaire lors du premier match de groupe face à l'Italie. Les Français s'inclinent sur le score de deux à un et il n'apparait plus sur la feuille de match les matchs suivants.
Avec son club, il termine les deux saisons suivantes 4e du championnat et il retourne, en 1980, en finale de la coupe de France. Opposés à l'US Orléans, les Monégasques l'emportent trois à un,. À l'issue de la saison, il n'est pas conservé par l'ASM, tout comme Delio Onnis, l'entraîneur Gérard Banide souhaitant rajeunir l'équipe. Il retourne alors au SC Toulon qui évolue en division 3. L'équipe toulonnaise termine première du groupe Sud et retrouve alors la division 2. Pour sa première saison en division 2, le SCT termine 4e puis remporte l'année suivante son groupe et monte en division 1. Christian Dalger est un des grands artisans de cette montée et termine meilleur buteur du groupe B avec dix-huit buts inscrits. En division 1, le club dirigé par Marcel Duval se retrouve en difficulté et en octobre 1983, Christian Dalger est nommé entraîneur. Il arrête alors sa carrière après avoir disputé 480 matchs en première ou seconde division et marqué 140 buts.

### Entraîneur
Christian Dalger permet au SC Toulon de se maintenir et le club atteint les demi-finales de la Coupe de France 1984 où il est éliminé par son ancien club, l'AS Monaco. La saison suivante, le club toulonnais joue les premiers rôles en championnat et termine 6e à un point de la qualification pour la Coupe UEFA. Cette performance n'est pas renouvelée en 1985-1986, le Sporting est en février dans le bas du classement et Christian Dalger est alors remplacé par Paul Orsatti après la 29e journée,.
En juin 1986, il s'engage au FC Grenoble qui vient d'être relégué en division 3. Les Grenoblois terminent second du groupe Sud derrière la réserve de l'AS Monaco et retrouvent ainsi la division 2. 9e du groupe A en 1987-1988 puis 11e en 1988-1989, le club connaît une troisième saison difficile et en octobre 1989, Christian Dalger est démis de ses fonctions d'entraîneur après la 14e journée du championnat.
Après un an sans club, il devient entraîneur de l'ES Vitrolles qui évolue en promotion d'honneur de la ligue de Méditerranée. Sous ses ordres, le club remporte en 1991 le championnat de promotion d'honneur en 1991 puis celui de division d'honneur en 1994 et, l'année suivante, le groupe H du championnat de France de National 3. Le club continue son ascension et atteint le championnat de National 1 en 1996-1997. Les joueurs dirigés par Christian Dalger terminent 9e de leur groupe et sont relégués pour un point, à la suite du passage à la poule unique. En Coupe de France, l'ES Vitrolles atteint les seizièmes de finale en éliminant au tour précédent le FC Nantes. Il quitte le club en fin de saison et rejoint alors l'EP Manosque, club de division d'honneur régionale mais ne reste que quatre mois dans ce club. En novembre 1997, il est rappelé par le SC Toulon en remplacement de son ancien coéquipier Albert Emon. Le club en mauvaise santé financière et sportive termine 20e sur vingt-deux en division 2 et se retrouve rétrogradé en CFA 2 à la suite d'une mise en redressement judiciaire. Christian Dalger quitte alors le club et reste un an sans poste.
En 1999, il devient entraîneur du FC Martigues en National. Malgré un recrutement important, le club rate son début de saison et se retrouve 17e en octobre. Christian Dalger est alors démis de ses fonctions et Mahmoud Guendouz lui succède à la tête de l'équipe. Il devient alors manager général du club jusqu'à la fin de la saison qui voit le FC Martigues terminer deuxième du National et accéder ainsi à la division 2. Il connait ensuite une éphémère expérience d'entraîneur au CA Maurienne en 2001, quand le journaliste Christophe Josse accède à la présidence de ce club.
En juillet 2002, Christian Dalger est recruté par l'équipe du Mali qui vient de terminer quatrième de la Coupe d'Afrique des nations sous les ordres d'Henryk Kasperczak. Il signe un contrat de deux ans avec pour objectif la qualification à la prochaine CAN et à la Coupe du monde 2006. Il déclare alors « Je me sens apte à entraîner le Mali et à aider l'équipe à atteindre ses objectifs. Je pense que je vais réussir ici ». Il atteint le premier objectif fixé en terminant premier du groupe 6 des éliminatoires de la CAN mais est licencié en août 2003 par la fédération qui lui reproche son « manque d'autorité » sur les joueurs.
En avril 2004, Christian Dalger devient manager général de l'US Marignane puis, en juillet 2006, entraîneur de l'équipe première. Le club termine second du groupe D de CFA 2 derrière le Hyères FC et accède ainsi au CFA. En décembre 2008, il démissionne et rejoint le club algérien du RC Kouba qui vient d'être réintégré par le Tribunal arbitral du sport en Division 1. Il ne parvient pas cependant à s'imposer et se retrouve licencié en mars 2009 devenant ainsi le sixième entraîneur limogé par le club en quelques mois. Revenu en France, Christian Dalger est alors pressenti en mai 2009 pour devenir directeur sportif du SC Toulon par des repreneurs mais le projet est ensuite abandonné.
En juin 2010, il est nommé entraîneur de l'US Le Pontet, club de CFA. Il est démis de ses fonctions en septembre à la suite d'un début de saison difficile. Il revient à l'US Marignane en juin 2012. Il est remplacé à son poste, en décembre 2013 par Franck Priou, alors que le club est dernier du groupe C de CFA.

## Palmarès Joueur

### En club
- Champion de France en 1978 avec l'AS Monaco
- Vainqueur de la Coupe de France en 1980 avec l'AS Monaco
- Champion de France de Division 3 (groupe Sud) en 1981 avec le SC Toulon
- Finaliste de la Coupe de France en 1974 avec l'AS Monaco
- Vice-champion de France de Division 2 en 1977 avec l'AS Monaco et en 1983 avec le SC Toulon

### En équipe de France
- 6 sélections et 2 buts entre 1974 et 1978
- Vice-champion d'Europe des moins de 19 ans en 1968 avec les Juniors
- Participation à la Coupe du Monde en 1978 (Premier Tour)

### Distinction individuelle
- Meilleur buteur de Division 2 (Groupe B) en 1983 (18 buts)

### Statistiques
- 333 matchs et 89 buts marqués[6] toutes compétitions confondues avec l'AS Monaco
- 223 matchs et 56 buts en Division 1
- 257 matchs et 83 buts en Division 2
- 4 matchs en Coupe d'Europe des Clubs Champions
- 2 matchs en Coupe d'Europe des Vainqueurs de Coupe
- 4 matchs et 1 but en Coupe de l'UEFA

## Palmarès Entraîneur

### En club
- Champion de France de Division 4 (groupe Sud) en 1988 avec le FC Grenoble
- Champion de Méditerranée de Promotion d'Honneur en 1991 avec l'ES Vitrolles
- Champion de Méditerranée de Division d'Honneur en 1994 avec l'ES Vitrolles
- Champion de France de National 3 (groupe H) en 1995 avec l'ES Vitrolles

## Statistiques

### Générales
Le tableau ci-dessous résume les statistiques en match officiel de Christian Dalger durant sa carrière de joueur professionnel,.
| Saison                | Club      | Pays   | Championnat | Championnat | Championnat | Coupes nationales | Coupes nationales | Coupe d'Europe | Coupe d'Europe | Coupe d'Europe | Sélection | Sélection |
| Saison                | Club      | Pays   | Division    | Matchs      | Buts        | Matchs            | Buts              | Type           | Matchs         | Buts           | Matchs    | Buts      |
| --------------------- | --------- | ------ | ----------- | ----------- | ----------- | ----------------- | ----------------- | -------------- | -------------- | -------------- | --------- | --------- |
| 1966 - 1967           | SC Toulon | France | Division 2  | 14          | 2           | -                 | -                 | -              | -              | -              | -         | -         |
| 1967 - 1968           | SC Toulon | France | Division 2  | 20          | 3           | 2                 | 0                 | -              | -              | -              | -         | -         |
| 1968 - 1969           | SC Toulon | France | Division 2  | 37          | 4           | 2                 | 1                 | -              | -              | -              | -         | -         |
| 1969 - 1970           | SC Toulon | France | Division 2  | 25          | 3           | 5                 | 1                 | -              | -              | -              | -         | -         |
| 1970 - 1971           | SC Toulon | France | Division 2  | 24          | 12          | -                 | -                 | -              | -              | -              | -         | -         |
| 1971 novembre→        | SC Toulon | France | Division 2  | 8           | 2           | -                 | -                 | -              | -              | -              | -         | -         |
| novembre→ 1971 - 1972 | AS Monaco | France | Division 1  | 21          | 6           | 2                 | 1                 | -              | -              | -              | -         | -         |
| 1972 - 1973           | AS Monaco | France | Division 2  | 32          | 16          | 3                 | 1                 | -              | -              | -              | -         | -         |
| 1973 - 1974           | AS Monaco | France | Division 1  | 38          | 9           | 8                 | 1                 | -              | -              | -              | 1         | 0         |
| 1974 - 1975           | AS Monaco | France | Division 1  | 33          | 7           | 1                 | 0                 | C2             | 2              | 0              | -         | -         |
| 1975 - 1976           | AS Monaco | France | Division 1  | 26          | 3           | 1                 | 0                 | -              | -              | -              | -         | -         |
| 1976 - 1977           | AS Monaco | France | Division 2  | 31          | 7           | 7                 | 1                 | -              | -              | -              | -         | -         |
| 1977 - 1978           | AS Monaco | France | Division 1  | 36          | 18          | 7                 | 2                 | -              | -              | -              | 5         | 2         |
| 1978 - 1979           | AS Monaco | France | Division 1  | 33          | 8           | 5                 | 1                 | C1             | 4              | 0              | -         | -         |
| 1979 - 1980           | AS Monaco | France | Division 1  | 30          | 7           | 7                 | 0                 | C3             | 4              | 1              | -         | -         |
| 1980 - 1981           | SC Toulon | France | Division 3  | 28          | 14          | -                 | -                 | -              | -              | -              | -         | -         |
| 1981 - 1982           | SC Toulon | France | Division 2  | 34          | 15          | 7                 | 3                 | -              | -              | -              | -         | -         |
| 1982 - 1983           | SC Toulon | France | Division 2  | 32          | 18          | 3                 | 0                 | -              | -              | -              | -         | -         |
| 1983 - 1984           | SC Toulon | France | Division 1  | 6           | 0           | -                 | -                 | -              | -              | -              | -         | -         |
| Total                 | Total     | Total  | Total       | 508         | 154         | 60                | 12                | -              | 10             | 1              | 6         | 2         |

### Buts internationaux
| 0   | Date             | Lieu                                    | Compétition                             | Résultat | Adversaire | Détails | Détails       | Détails | Sél. |
| --- | ---------------- | --------------------------------------- | --------------------------------------- | -------- | ---------- | ------- | ------------- | ------- | ---- |
| 1er | 16 novembre 1977 | Parc des Princes, Paris, France         | Éliminatoires de la Coupe du monde 1978 | V 3 - 1  | Bulgarie   | 89e     | du pied droit | 3-1     | 3e   |
| 2e  | 19 mai 1978      | Stadium Nord, Villeneuve-d'Ascq, France | Match amical                            | V 2 - 0  | Tunisie    | 74e     | ?             | 2-0     | 5e   |

### Matchs internationaux
| Matchs internationaux de Christian Dalger | Matchs internationaux de Christian Dalger | Matchs internationaux de Christian Dalger          | Matchs internationaux de Christian Dalger | Matchs internationaux de Christian Dalger | Matchs internationaux de Christian Dalger | Matchs internationaux de Christian Dalger                                    |
| #                                         | Date                                      | Lieu                                               | Adversaire                                | Résultat                                  | Compétition                               | Notes                                                                        |
| ----------------------------------------- | ----------------------------------------- | -------------------------------------------------- | ----------------------------------------- | ----------------------------------------- | ----------------------------------------- | ---------------------------------------------------------------------------- |
| 1                                         | 23 mars 1974                              | Parc des Princes, Paris, France                    | Roumanie                                  | V 1 - 0                                   | Match amical                              | Entre en jeu à la place de Patrick Revelli à la 57e minute.                  |
| 2                                         | 8 octobre 1977                            | Parc des Princes, Paris, France                    | Union soviétique                          | N 0 - 0                                   | Match amical                              | Titulaire, remplacé par Dominique Rocheteau à la 65e minute.                 |
| 3                                         | 16 novembre 1977                          | Parc des Princes, Paris, France                    | Bulgarie                                  | V 3 - 1                                   | Éliminatoires de la Coupe du monde 1978   | Entre en jeu à la place de Dominique Rocheteau à la 65e minute, puis buteur. |
| 4                                         | 8 février 1978                            | Stade San Paolo, Naples, Italie                    | Italie                                    | N 2 - 2                                   | Match amical                              | Titulaire.                                                                   |
| 5                                         | 19 mai 1978                               | Stadium Nord, Villeneuve-d'Ascq, France            | Tunisie                                   | V 2 - 0                                   | Match amical                              | Titulaire et buteur.                                                         |
| 6                                         | 2 juin 1978                               | Stade José María Minella, Mar del Plata, Argentine | Italie                                    | D 1 - 2                                   | Premier tour de la Coupe du monde 1978    | Titulaire.                                                                   |